# هزینه متغیر

تقسیم هزینه نهایی به هزینه ثابنت (Fixed Costs) به علاوه هزینه متغیر(Variable Costs)

هزینه متغیر (انگلیسی: Variable cost) هزینه‌هایی هستند که میزانشان با تغییر در میزان تولید تغییر می‌کند. 